# Ferdinand Ferluga
Ferdinand Ferluga, slovenski učitelj, javni delavec in pesnik, * 16. avgust 1901, Trst, † 6. junij 1972, Trst.

## Življenje in delo
Ferdinand Ferluga se je rodil na Piščancih (vas nad Rojanom ob Trstu), v družini poštnega uradnik Ferdinanda in gospodinje Uršule Ferluga (rojene Lozej). Osnovno šolo je obiskoval v Trstu, učiteljišče pa v Tolminu, kjer je leta 1924 maturiral, usposobljenostni izpit je polagal v Rimu leta 1939. V letih 1924−1936 je poučeval v raznih primorskih krajih (Otlica, Goče, Šmihel pod Nanosom, Hrenovice, Kal pri Pivki, Košana in Rodik), od 1936 do 1945 pa v Trstu . V vseh krajih kjer je služboval je vodil šolske in prosvetne pevske zbore, dramske nastope ter organiziral razne tečaje za odrasle. Oktobra 1945 je bil imenovan za ravnatelja osnovne šole pri Sv. Ivanu v Trstu in ostal na tem delavnem mestu do upokojitve leta 1966. Bil je tudi med pobudniki Radia za šole in član uredniškega odbora teh oddaj pri Radiu Trst A. V časopisu Primorski dnevnik je poleg pesmi objavljal zgodbice iz življenja, navadah in običajih tržaških ljudi. Bil je med ustanovitelji Slovenskega dobrodelnega društva leta 1946 in nato tudi njegov član. Uspešno se je ukvarjal s čebelarstvom, saj je bil deležen priznanj in nagrad ter je o čebelarstvu tudi pisal članke.